# عين ماضي
عين ماضي بلدية بدائرة عين ماضي ولاية الأغواط الجزائرية.
تقع عين ماضي على بعد 05 كلم من قدم جبال العمور على صفيحة بيضاوية الشكل، مما جعل سكان يقولون أن عين ماضي بيضة النعامة شقت طولا تبعد عن عاصمة الولاية بأكثر من 60 كلم يحدها من الشمال الشرقي تاجموت ومن الشمال الغيشة وبلدية واد مزي مع الحدود الغربية للغيشة وتاجرونة أما من الجنوب الغربي ولاية البيض، ومن الشرق الحويطة وحاسي الرمل.
تشتهر بأنها عاصمة التيجانيين عالميا بها مقر الزاوية التي تحمل اسمهم وبالقرب منها يوجد قصر كوردان الذي يعد رمزا للسياحة في الأغواط.

## جغرافيا
| تاجموت           | وادي مزي     | الغيشة      |
| الحوايطة ، الخنق | إسم ؟        | تاجرونة     |
| حاسي الرمل       | ولاية غرداية | ولاية البيض |

## أعلام
- أبو العباس أحمد التيجاني
- بلعرابي التجاني

## مقر الزاوية التيجانية
عين ماضي القديمة كانت واحة،وهي قرية بنيت في القرن السادس، هي حاليا خالية تقريبا من السكان(لكن قبل مدة انطلقت الدولة الجزائرية في أعمال اصلاح و ترميم من أجل إعادة السكان الى عين ماضي القديمة على المدى البعيد).أما إسم هذه البلدة فيرجع إلى زمن تأسيسها وهو مأخوذ من ماضي بن يعقوب، إسم رجل وجد عين ماء قريبة(وهذه العين تقع على بعد حوالي 3 كيلومترات من المدينة)

عين ماضي هي “قصر” أي قرية محصنة، تقع غربي تجمعوت، وهي محاطة بأسوار تشبه أسوار طرابلس، ( وهذا النمط المعماري وجد منه الكثير في الصحراء)، ويحتوي قصر عين ماضي بذلك على سور يحيط بالقرية، وهذا الجدار تتخلله ثلاثة أبواب منها إثنان أصليان: الباب الكبير و الباب الصغير، أما الباب الثالث: الباب الشرقي، فقد تم إضافته في تاريخ متأخر.
داخل الحصن توجد البيوت و المسجد و عديد من الزوايا، كما توجد حجرات قرب الباب الكبير كانت تقيم بها حاميات مكلفة بالدفاع عن الزاوية. الأبنية تم تشييدها باستعمال الأحجار الكبيرة والملاط لتشكل شوارع ضيقة .
في القرية ثلاث زوايا: زاوية سيدي محمد الحبيب(رضي الله عنه) وزاوية سيدي محمد البشير(رضي الله عنه) و زاوية سيدي بن عمر(رضي الله عنه)، تحتوي الزوايا على غرف للعبادة و الخلوة و التعليم وعلى مطابخ و مخازن للطعام الخ…